# Heinrich Schilbach
Karl Heinrich Eduard Schilbach (* 15. Oktober 1828 in Greiz; † 24. März 1905 ebenda) war ein deutscher Unternehmer und Politiker.

## Familie
Schilbach war der Sohn des Kaufmanns und Ratsinspektors Heinrich Eduard Schilbach und dessen Ehefrau Louise Henriette Myde aus Greiz. Sein Bruder Eduard Schilbach (1830–1913) war ebenfalls Kaufmann und Abgeordneter in Greiz. Die Schwester Marianne (1835–1919) heiratete den Kaufmann und Abgeordneten Lucian Hempel, die Schwester L(o)uise (1840–1919) heiratete den Juristen und Abgeordneten Adolph Werner.
Schilbach, der evangelisch-lutherischer Konfession war, heiratete am 4. Mai 1854 in Greiz in erster Ehe Marie Listner (* 4. Juli 1835 in Greiz; † 22. Juli 1871 ebenda), die Tochter des fürstlichen Hofschieferdeckermeisters Johannes Heinrich Listner. Aus der Ehe gingen mehrere Kinder hervor. Seine Söhne Robert, Heinrich jun. (1863–1914), Friedrich (1867–1915) und Carl (1868–1934) wurden später Teilhaber des väterlichen Unternehmens. 
Am 15. Oktober 1872 heiratete er in zweiter Ehe in Coburg Emma Köllein (* 1. November 1848 in Coburg; † 9. August 1874 in Greiz), die Tochter des Thurn- und Taxischen Postmeisters Karl Köllein. Nach deren Tod heiratete er am 9. Oktober 1875 in Coburg die Schwester der zweiten Ehefrau Hedwig Köllein (* 9. Oktober 1850 in Coburg; † 4. August 1908 in Friedrichroda).

## Leben
Schilbach lebte als Kaufmann in Greiz und war dort Gründer der Weberei Schilbach & Co. 1892 wurde er zum Kommerzienrat ernannt. Er war auch Präsident der Handelskammer für das Fürstentum Reuß älterer Linie.
Er war seit 1857 Stadtverordneter der Stadt Greiz. Vom 7. bis 19. August 1867 und vom 12. bis 29. Juli 1870 war er als Stellvertreter für Richard Leidholdt Abgeordneter im Greizer Landtag.